# Anartioschiza major
Anartioschiza major är en skalbaggsart som beskrevs av Hermann Julius Kolbe 1894. Anartioschiza major ingår i släktet Anartioschiza och familjen Melolonthidae. Inga underarter finns listade i Catalogue of Life.